# Balatro
Balatro — компьютерная игра в жанре карточный роуглайк, основанная на правилах покера. Игра была создана разработчиком-одиночкой под псевдонимом LocalThunk и опубликована издательством Playstack в 2024 году для платформ Windows, PlayStation 4, PlayStation 5, Xbox One, Xbox Series X/S, Nintendo Switch; позже игра была портирована на macOS, iOS и Android. В Balatro игроки должны разыгрывать покерные комбинации, чтобы набрать нужную сумму фишек. По мере прохождения игрок может улучшать колоду и приобретать карты-джокеры с различными эффектами. Игра получила высочайшие оценки прессы и приобрела коммерческий успех.

## Игровой процесс

Игровой процесс Balatro. В центральном ряду — текущий расклад с комбинацией «две пары», в нижнем ряду — рука с оставшимися картами и колода, в верхнем — джокеры с различными навыками. На панели интерфейса слева показана информация о блайнде, комбинации и ходе партии

Balatro основана на правилах покера и использует колоду из 52 игральных карт. В начале раздачи игрок получает на руку восемь случайных карт и должен собирать из них расклады из пяти карт, стремясь разыграть характерные покерные комбинации карт — например, флеш или стрит. Карты в раскладе приносят игроку фишки согласно достоинству карты — например, двойки слабее десяток; комбинации умножают это число на тот или иной множитель. Игрок может сбросить с руки до пяти карт и получить из колоды новые, но это можно сделать лишь ограниченное число раз. Цель игрока в каждой партии — побить «блайнд», определённую ставку в фишках, за ограниченное число раскладов.
Особые карты-джокеры не участвуют в раскладах; они помещаются в верхней части экрана и привносят в партию тот или иной пассивный навык, меняющий правила игры — например, один джокер может давать дополнительные фишки при разыгрывании стритов, другой — увеличивать множитель, если среди раскрываемых карт есть пики или трефы. В игре в общей сложности 150 джокеров с различными свойствами; игрок может иметь одновременно до пяти джокеров, стремиться подобрать особенно выгодные сочетания их навыков и разыгрывать карты с их учётом.
В «магазине», доступном между этапами, игрок может купить за полученные за победы виртуальные деньги и другие особые карты — например, карты Таро или карты с изображением планет, дающие картам в колоде дополнительные усиления и модификаторы. Магазин также предлагает игроку «бустеры» — наборы из нескольких случайных, заранее неизвестных карт; в них могут быть как особо редкие и ценные карты вроде джокеров, так и обычные карты, добавляемые в колоду. Каждое прохождение игры («забег») состоит из восьми партий — если игрок не сумеет побить блайнд в любой из них, прохождение заканчивается, и игрок должен начать его вновь с самого начала. После восьми выигранных партий открывается «бесконечный режим».

## Разработка
Balatro создал канадский разработчик-одиночка, скрывающийся под псевдонимом LocalThunk. Разработчик избегает каких-либо указаний на его личность — он даже не включил себя в титры игры, хотя практически всё в ней, включая программный код и графику, он создал сам; лишь музыку написал привлечённый композитор. Свою анонимность LocalThunk объяснял в интервью тем, что «у него есть жизнь вне этой игры», и ему не нужно показывать другим людям, что он любит делать игры. LocalThunk занимался разработкой компьютерных игр в качестве хобби около десяти лет, но опубликована из созданных им игр была лишь Balatro. Все остальные предназначались лишь для небольшой группы из трёх-четырёх близких друзей разработчика. По словам LocalThunk, в основе Balatro первоначально лежал не покер, а другая карточная игра — кантонская Big Two. Разработчик пытался в своё свободное время сделать версию Big Two для игры в онлайне с друзьями. Он наткнулся в Steam на карточный роуглайк Luck Be a Landlord; LocalThunk не стал в неё играть, но увиденная в видео идея ему понравилась, и он использовал её для собственной игры: «ты ни с кем не сражаешься… просто цифры становятся больше».
LocalThunk был мало знаком с жанром карточных роуглайков и поиграл в Slay the Spire — наиболее известную игру жанра — лишь после выхода Balatro; разработчик опасался, что подсознательно будет заимствовать элементы чужих игр, что сделает его собственный проект менее оригинальным. LocalThunk разработал первую версию игры в течение декабря 2021 года; в это время он находился в отпуске и хотел чем-нибудь занять освободившееся время. После около года работы над игрой по вечерам разработчик уволился со своей старой работы — разработчику не нравилось, что ему не разрешают работать удалённо, и он скопил достаточно денег, чтобы некоторое время полностью посвятить себя личному проекту. Он надеялся, что сможет использовать Balatro в резюме для следующего трудоустройства. LocalThunk разместил разрабатываемую игру в Steam как бесплатную демоверсию и регулярно обновлял её. Хотя LocalThunk никак не рекламировал игру, со временем вокруг Balatro сложилось сообщество почитателей, и она приобрела популярность на YouTube и Twitch — её демонстрировали своим зрителям раскрученные стримеры наподобие Retromation и Дэна Гислинга, оставив свои позитивные впечатления от игры.
Хотя игра распространялась изначально только в цифровом виде, для игровых консолей Nintendo Switch, PlayStation и Xbox также была выпущена версия на физических носителях. Версия игры для мобильных устройств на базе iOS и Android была выпущена 26 сентября 2024 года. Разработчик Luck be a Landlord Дэн Дилорио сообщал, что успех Balatro несколько поднял продажи и его игры — хотя геймплей двух игр схож лишь отдалённо, магазин приложений Google Play показывал и Luck be a Landlord тем, кто искал Balatro.
Использование в игре образов игральных карт привело к проблемам в некоторых странах, где действуют ограничения на азартные игры — так, в марте 2024 года Нидерландский институт классификации аудиовизуальной медиапродукции, присваивающий играм возрастной рейтинг PEGI, неожиданно изменил этот рейтинг с 3+ («для детей от трёх лет») на 18+ («только для взрослых»). Компании-издателю удалось добиться пересмотра этого решения — игре был возвращён рейтинг 3+.

## Отзывы, продажи и награды
| Сводный рейтинг       | Сводный рейтинг                                |
| Агрегатор             | Оценка                                         |
| --------------------- | ---------------------------------------------- |
| Metacritic            | PC: 90/100 XBXS: 95/100 PS5: 90/100 NS: 90/100 |
| OpenCritic            | 91/100                                         |
| Иноязычные издания    |                                                |
| Издание               | Оценка                                         |
| Eurogamer             | 4/5                                            |
| GameSpot              | 9/10                                           |
| Hardcore Gamer        | 5/5                                            |
| IGN                   | 9/10                                           |
| Nintendo Life         | 10/10                                          |
| Nintendo World Report | 9/10                                           |
| PC Gamer (US)         | 91%                                            |
| Polygon               | Рекомендовано                                  |
| Push Square           | 9/10                                           |
| Shacknews             | 9/10                                           |
| Русскоязычные издания |                                                |
| Издание               | Оценка                                         |
| 3DNews                | 10/10                                          |

По данным агрегатора рецензий Metacritic, игра получила «всеобщее признание» обозревателей. Российское издание «Игромания», поставило игру на 1-е место в номинации «Лучшая малобюджетная игра 2024 года» и на 3-е место в номинации «Игра Года 2024». Balatro заняла 1-е место в рейтинге «17 лучших инди-игр 2024 года», а также 4-е место в рейтинге «20 лучших игр 2024 года» по версии Forbes.

### Продажи
По сообщению компании-издателя Playstack, за первые восемь часов после выхода продажи игры принесли компании более 1 миллиона долларов — Balatro стала самой быстро продаваемой игрой издателя за всю его историю. За первые три дня было продано более 250 тысяч копий игры, за первые десять дней — 500 тысяч, за первый месяц — один миллион, за шесть месяцев — два миллиона.

### Награды
| Год  | Церемония              | Категория                    | Итог      | Ссылка               |
| ---- | ---------------------- | ---------------------------- | --------- | -------------------- |
| 2024 | Golden Joystick Awards | Лучшая игра года             | Номинация | [ 33 ] [ 34 ] [ 35 ] |
| 2024 | Golden Joystick Awards | Лучшая инди-игра             | Победа    | [ 33 ] [ 34 ] [ 35 ] |
| 2024 | Golden Joystick Awards | Лучший аудиодизайн           | Номинация | [ 33 ] [ 34 ] [ 35 ] |
| 2024 | Golden Joystick Awards | Игра года для ПК             | Номинация | [ 33 ] [ 34 ] [ 35 ] |
| 2024 | Golden Joystick Awards | Прорыв года (выбор критиков) | Победа    | [ 33 ] [ 34 ] [ 35 ] |
| 2024 | The Game Awards 2024   | Игра года                    | Номинация | [ 36 ]               |
| 2024 | The Game Awards 2024   | Гейм-дирекшн                 | Номинация | [ 36 ]               |
| 2024 | The Game Awards 2024   | Лучшая независимая игра      | Победа    | [ 36 ]               |
| 2024 | The Game Awards 2024   | Лучшая дебютная инди-игра    | Победа    | [ 36 ]               |
| 2024 | The Game Awards 2024   | Лучшая мобильная игра        | Победа    | [ 36 ]               |